# 北村浩子
北村 浩子（きたむら ひろこ、1966年9月2日 - ）は、フリーアナウンサー。東京都出身。血液型B型。サイズは身長163cm、靴23.5cm。

## 来歴・人物
東京都立南多摩高等学校、実践女子短期大学英文科リベラルコース卒業後、三菱重工業勤務を経てエフエム富士に入社。同局を退職後、圭三プロダクションに所属し、1993年から2016年3月までFMヨコハマ契約アナウンサーとして主にニュースを担当していた。2016年12月に圭三プロダクションとの契約を終了し、フリーランスとなる。
FMヨコハマのサイトで2000年から5年間にわたり連載してきたコラム「ヒロ★コラム」は2005年に書籍化した。また、「MORNING STEPS」および「MORNING STEPS FRIDAY」内で、様々なジャンルの本を紹介するコーナー「books A to Z」のパーソナリティを14年間務め、合計2300冊余りの本を取り上げた。2017年現在、本の雑誌「新刊めったくたガイド」にて国内小説のレビューを担当している。
日本語教師の資格を持つ。

## 出演番組
- SOUND SPEC.（FM-FUJI）
- MORNING EXPRESS（FM-FUJI）
- Hello! This is Resort Station（FM-FUJI）
- GOOD MORNING YOKOHAMA（FMヨコハマ、開始時期不明 - 1998年3月）[2]
- THE MORNING（FMヨコハマ、1998年4月 - 2001年3月）[2]
- MORNING STEPS（FMヨコハマ、2001年4月 - 2016年3月）[2]
- MORNING STEPS FRIDAY（FMヨコハマ、2001年4月 - 2016年3月）[2]
- books A to Z（FMヨコハマ MORNING STEPSおよびMORNING STEPS FRIDAY内、2003年4月 - 2017年3月）

## ゲーム
- トリックロジック - 音読モードの朗読担当。

## 出版物
- ヒロ・コラム―素顔のようなもの（日本文化出版、2005年12月）ISBN 4890841172
- 書評エッセイ「読書三昧・本と暮らす日々」（小学館「本の窓」 連載）
- コラム「明日への武器」（新潮社「考える人」2016年夏号）
- 「新刊めったくたガイド」国内小説レビュー（本の雑誌社「本の雑誌」 連載）